# Celso Correia
Pour les articles homonymes, voir Correia.
 (mars 2019).
Celso Ismael Correia est le ministre de l'environnement du Mozambique.
Il est né à Maputo et y a étudié, ainsi qu'en Afrique du Sud. Il crée à son retour au Mozambique un conglomérat d’investisseurs, puis devient président directeur général du Nacala Development Corridor et de l'Investment Comercial Bank (BCI) du Mozambique. Il est élu au Comité central du FRELIMO lors du 10e Congrès en 2012 et est à la tête du bureau de la campagne électorale de Filipe Nyusi en 2014. Il s'agit de son premier poste au gouvernement. Il est marié et père de deux filles
.